# Kabinett Schmid II
Das Kabinett Schmid II (offiziell Staatssekretariat) bildete vom 10. Dezember 1946 bis zum 8. Juli 1947 die Landesregierung von Württemberg-Hohenzollern.
Mit Wirkung vom 10. Dezember 1946 wurden das „Statut des Staatssekretariats“ geändert und das Kabinett Schmid I umbesetzt. Im Zuge dessen wurde die Bezeichnung der Mitglieder des Staatssekretariates von Landesdirektor zu Staatssekretär geändert, sodass die Mitglieder des Kabinettes Schmid II die Bezeichnung Staatssekretär trugen.
| Amt                                                             | Name                | Partei | Partei |
| --------------------------------------------------------------- | ------------------- | ------ | ------ |
| „Staatspräsident“, genauer Präsident des 2. Staatssekretariates | Carlo Schmid        |        | SPD    |
| Stellvertreter des Staatspräsidenten Finanzen                   | Paul Binder         |        | CDU    |
| Inneres                                                         | Viktor Renner       |        | SPD    |
| Justiz                                                          | Carlo Schmid        |        | SPD    |
| Kultus, Unterricht und Kunst                                    | Albert Sauer        |        | CDU    |
| Wirtschaft                                                      | Eberhard Wildermuth |        | DVP    |
| Landwirtschaft und Ernährung                                    | Franz Weiß          |        | CDU    |
| Arbeit                                                          | Clemens Moser       | CDU    |        |